# 高村薰
高村薰（1953年2月6日—）是日本小說家，本名林綠（林みどり），大阪府大阪市人。

## 生平
國際基督教大學畢業後進入外資商社工作，因想寫商業文書以外的文章來消閒，便著手寫作小說。她以曾經去過旅行的北愛爾蘭作為寫作背景，寫下了間諜小說《李維拉》（後改名為《追殺李維拉》），一舉入圍了1989年第二回日本推理懸疑小說大獎的決選。隔年更以《抱著黃金飛翔》奪得第三回日本推理懸疑大獎，正式出道。
高村薰跟宮部美幸、桐野夏生合稱「日本三大推理女王」。
自1990年出道以來，高村薰曾兩次獲得“日本推理作家協會獎”和“日本冒險小說協會大獎”，而且陸續拿下「直木獎」、「每日出版文化獎」、「親鸞獎」和「讀賣文學獎」，幾乎囊括了日本文學界所有的重要獎項。

## 文學賞受賞、候補歷
- 1989年 《李維拉》第2回日本推理懸疑小說大獎最終候補
- 1990年 《抱著黃金飛翔》第3回日本推理懸疑小說大獎受賞
- 1991年 《神之火》第5回山本周五郎賞候補
- 1992年
  - 《追殺李維拉》第11回日本冒險小説協會大獎受賞
  - 《拿起手槍》第14回吉川英治文學新人賞候補
  - 《醉鬼酒店》第45回日本推理作家協會獎候補
  - 第10回開吧，這朵花獎受賞
- 1993年
  - 《追殺李維拉》第6回山本周五郎賞候補、第46回日本推理作家協會獎受賞
  - 《車站・客廳》第46回日本推理作家協會獎候補
  - 《拿起手槍》第14回吉川英治文學新人賞候補
  - 《馬克斯之山》第109回直木賞受賞、第12回日本冒險小説協會大獎受賞
- 1994年 《照柿》第33回女流文學賞候補
- 1998年 《Lady Joker'》第52回毎日出版文化賞受賞、第37回女流文學賞候補
- 2002年 《晴子情歌》第30回泉鏡花文學賞候補
- 2006年 《新李爾王》第4回親鸞賞受賞
- 2010年 《拖著太陽的馬》第61回讀賣文学獎受賞

## 作風
早年作品常常描写同性间的爱恋，后对这些作品进行了较大规模的重订。

## 著作

### 合田雄一郎刑事系列
- 馬克斯之山（マークスの山，1993年3月 早川書房 / 2011年6月 獨步文化）
- 照柿（照柿，1994年7月 講談社 / 2013年6月 獨步文化）
- Lady Joker（レディ・ジョーカー，1997年12月 毎日新聞社 / 2014年3月 獨步文化）
- 拖著太陽的馬（太陽を曳く馬，2009年7月 新潮社）——與福澤彰之共演
- 冷血（2012年11月 毎日新聞社）
- 我們是少女A（我らが少女Ａ，2019年7月 毎日新聞社）

### 福澤彰之系列
- 晴子情歌（晴子情歌，2002年5月 新潮社）
- 新李爾王（新リア王，2005年10月 新潮社）
- 拖著太陽的馬（太陽を曳く馬，2009年7月 新潮社）——與合田雄一郎共演

### 非系列
- 抱著黃金飛翔（黃金を抱いて翔べ，1990年12月 新潮社 / 1992年1月 皇冠文化）
- 神之火（神の火，1991年8月 新潮社）
- 拿起手槍（わが手に拳銃を，1992年3月 講談社）
- 追殺李維拉（リヴィエラを撃て，1992年10月 新潮社）
- 在地上爬行的蟲（地を這う虫，1993年12月 文藝春秋）
  - 抱怨之花（愁訴の花）
  - 在地上爬行的蟲（地を這う虫）
  - 我遇到身邊的人（巡り逢う人びと）
  - 父親來的道路（父が来た道）
  - 離開的日子（去りゆく日に）
- 警視廳搜查第一課第三強行犯搜查第七係系列（警視庁捜査第一課第三強行犯捜査第七係シリーズ，『小説現代』連載）
  - 東京巡航（東京クルージング）
  - 縱火【紅色】（放火【アカ】）
  - 失蹤（失踪）
  - 殉情（情死）
  - 凶彈（凶弾）
- 鼴鼠（モグラ，『小説現代』連載）
  - 鼴鼠（モグラ）
  - 跳舞村（村は踊った）
  - 女人演奏，男人跳舞（奏でる女、踊る男）
  - 冬天的演員們（冬の役者たち）
- 約瑟夫斷章（ヨゼフ断章，『All讀物』連載）
  - 沉默村（黙せる村）
  - 翱翔天際的花火・約瑟夫十六歲（天翔る花火・ヨゼフ十六歳）
  - 蟹・約瑟夫二十六歳（蟹・ヨゼフ二十六歳）
  - 光與影・約瑟夫三十六歳（光る闇・ヨゼフ三十六歳）
  - 站立的人・約瑟夫四十六歳（佇む人びと・ヨゼフ四十六歳）
  - 風箏・約瑟夫斷章（凧・ヨゼフ断章）